# Coupe d'Islande de football 2003
Navigation
Coupe d'Islande 2002 Coupe d'Islande 2004
La coupe d'Islande 2003 de football (VISA-bikar karla 2003) est la 44e édition de la compétition.
Elle s'est achevée le 27 septembre 2003 par la victoire de l'ÍA Akranes sur le FH Hafnarfjörður.

## Déroulement de la compétition

### Tour préliminaire
Le matchs de ce tour s'est déroulé le 18 mai 2003.

### 1ertour
Les matchs de ce tour se sont déroulés du 22 au 22 mai 2003.

### 2etour
Les matchs de ce tour se sont déroulés du 2 au 4 juin 2003.

### Seizièmes de finale
Les matchs de ce tour se sont déroulés du 13 au 14 juin 2003.

### Huitièmes de finale
Les matchs de ce tour se sont déroulés du 1er au 2 juillet 2003.
| 1er juillet 2023 | ÍA Akranes (Landsbankadeild) | 1 - 0   | ÍBK Keflavík (Landsbankadeild) | | |
| 19h15            | Þórðarson 49e                | (1 - 0) |                                | Akranesvöllur, Akranes Spectateurs : 948 Arbitrage : Eyjólfur Ólafsson Arbitres assistants : Einar K. Guðmundsson Örn Bjarnason | Akranesvöllur, Akranes Spectateurs : 948 Arbitrage : Eyjólfur Ólafsson Arbitres assistants : Einar K. Guðmundsson Örn Bjarnason |
| 19h15            |                              | Rapport | Rúnarsson 88e                  | Akranesvöllur, Akranes Spectateurs : 948 Arbitrage : Eyjólfur Ólafsson Arbitres assistants : Einar K. Guðmundsson Örn Bjarnason | Akranesvöllur, Akranes Spectateurs : 948 Arbitrage : Eyjólfur Ólafsson Arbitres assistants : Einar K. Guðmundsson Örn Bjarnason |

| 1er juillet 2023 | Þór Akureyri (1. Deild)       | 0 - 2   | Víkingur Reykjavík (1. Deild) | | |
| 19h15            |                               | (0 - 0) | Hjaltason 56e 60e             | Akureyrarvöllur, Akureyri Arbitrage : Erlendur Eiríksson Arbitres assistants : Sverrir Gunnar Pálmason Áskell Þór Gíslason | Akureyrarvöllur, Akureyri Arbitrage : Erlendur Eiríksson Arbitres assistants : Sverrir Gunnar Pálmason Áskell Þór Gíslason |
| 19h15            | Rúnarsson 26e · Birgisson 58e | Rapport | Úlfarsson 62e · Arnarson 81e  | Akureyrarvöllur, Akureyri Arbitrage : Erlendur Eiríksson Arbitres assistants : Sverrir Gunnar Pálmason Áskell Þór Gíslason | Akureyrarvöllur, Akureyri Arbitrage : Erlendur Eiríksson Arbitres assistants : Sverrir Gunnar Pálmason Áskell Þór Gíslason |

| 1er juillet 2023 | FH Hafnarfjörður (Landsbankadeild) | 2 - 1   | Þróttur Reykjavík (Landsbankadeild) | | |
| 19h15            | Garðarsson 42e · Nielsen 68e       | (1 - 1) | Mc Cormick 12e                      | Kaplakrikavöllur, Hafnarfjörður Spectateurs : 657 Arbitrage : Magnús Þórisson Arbitres assistants : Eyjólfur Ágúst Finnsson Hans Kristján Scheving | Kaplakrikavöllur, Hafnarfjörður Spectateurs : 657 Arbitrage : Magnús Þórisson Arbitres assistants : Eyjólfur Ágúst Finnsson Hans Kristján Scheving |
| 19h15            | Bett 31e                           | Rapport | Sævarsson 68e                       | Kaplakrikavöllur, Hafnarfjörður Spectateurs : 657 Arbitrage : Magnús Þórisson Arbitres assistants : Eyjólfur Ágúst Finnsson Hans Kristján Scheving | Kaplakrikavöllur, Hafnarfjörður Spectateurs : 657 Arbitrage : Magnús Þórisson Arbitres assistants : Eyjólfur Ágúst Finnsson Hans Kristján Scheving |

| 1er juillet 2023 | Fram Reykjavík (Landsbankadeild)                     | 4 - 2 a. p.           | Haukar Hafnarfjörður (1. Deild) | | |
| 19h15            | Steinarsson 57e · Hákonarson 94e 116e · Ottósson 95e | (0 - 0, 1 - 1, 3 - 2) | Björnsson 89e · Sigurðsson 103e | Laugardalsvöllur, Reykjavík Spectateurs : 418 Arbitrage : Marinó Steinn Þorsteinsson Arbitres assistants : Einar Sigurðsson Leiknir Ágústsson | Laugardalsvöllur, Reykjavík Spectateurs : 418 Arbitrage : Marinó Steinn Þorsteinsson Arbitres assistants : Einar Sigurðsson Leiknir Ágústsson |
| 19h15            | Ólason 78e                                           | Rapport               | Sveinsson 77e · Sveinsson 80e   | Laugardalsvöllur, Reykjavík Spectateurs : 418 Arbitrage : Marinó Steinn Þorsteinsson Arbitres assistants : Einar Sigurðsson Leiknir Ágústsson | Laugardalsvöllur, Reykjavík Spectateurs : 418 Arbitrage : Marinó Steinn Þorsteinsson Arbitres assistants : Einar Sigurðsson Leiknir Ágústsson |

| 1er juillet 2023 | ÍBV Vestmannaeyjar (Landsbankadeild) | 0 - 0 4 - 5 t. a. b. | UG Grindavík (Landsbankadeild) | | |
| 19h15            |                                      | (0 - 0)              |                                | Hásteinsvöllur, Vestmannaeyjar Spectateurs : 234 Arbitrage : Kristinn Jakobsson Arbitres assistants : Gunnar Gylfason, Gunnar Sverrir Gunnarsson | Hásteinsvöllur, Vestmannaeyjar Spectateurs : 234 Arbitrage : Kristinn Jakobsson Arbitres assistants : Gunnar Gylfason, Gunnar Sverrir Gunnarsson |
| 19h15            | Jóhannsson 27e                       | Rapport              | Jóhannsson 50e ·               | Hásteinsvöllur, Vestmannaeyjar Spectateurs : 234 Arbitrage : Kristinn Jakobsson Arbitres assistants : Gunnar Gylfason, Gunnar Sverrir Gunnarsson | Hásteinsvöllur, Vestmannaeyjar Spectateurs : 234 Arbitrage : Kristinn Jakobsson Arbitres assistants : Gunnar Gylfason, Gunnar Sverrir Gunnarsson |
| 19h15            | Tirs au but 4 - 5                    |                      |                                | Hásteinsvöllur, Vestmannaeyjar Spectateurs : 234 Arbitrage : Kristinn Jakobsson Arbitres assistants : Gunnar Gylfason, Gunnar Sverrir Gunnarsson | Hásteinsvöllur, Vestmannaeyjar Spectateurs : 234 Arbitrage : Kristinn Jakobsson Arbitres assistants : Gunnar Gylfason, Gunnar Sverrir Gunnarsson |

| 2 juillet 2023 | Afturelding Mosfellsbær (2. Deild) | 0 - 6   | Valur Reykjavík (Landsbankadeild)                                      | | |
| 19h15          |                                    | (0 - 2) | Guðmundsson 30e · Möller 34e 59e · Gíslason 53e · Þorsteinsson 65e 73e | Varmárvöllur, Mosfellsbær Spectateurs : 181 Arbitrage : Ólafur Ragnarsson Arbitres assistants : Svanlaugur Þorsteinsson Sigurður Óli Þórleifsson | Varmárvöllur, Mosfellsbær Spectateurs : 181 Arbitrage : Ólafur Ragnarsson Arbitres assistants : Svanlaugur Þorsteinsson Sigurður Óli Þórleifsson |
| 19h15          | Guðmundsson 35e · Ragnarsson 80e   | Rapport | Gíslason 21e · Eiríksson 38e                                           | Varmárvöllur, Mosfellsbær Spectateurs : 181 Arbitrage : Ólafur Ragnarsson Arbitres assistants : Svanlaugur Þorsteinsson Sigurður Óli Þórleifsson | Varmárvöllur, Mosfellsbær Spectateurs : 181 Arbitrage : Ólafur Ragnarsson Arbitres assistants : Svanlaugur Þorsteinsson Sigurður Óli Þórleifsson |

| 2 juillet 2023 | KA Akureyri (1. Deild)                 | 3 - 0   | Fylkir Reykjavík (Landsbankadeild) | | |
| 19h15          | Martin 6e · Tenden 51e · Hringsson 72e | (1 - 0) |                                    | Akureyrarvöllur, Akureyri Arbitrage : Garðar Örn Hinriksson Arbitres assistants : Guðmundur Heiðar Jónsson, Kristján Tryggvi Sigurðsson | Akureyrarvöllur, Akureyri Arbitrage : Garðar Örn Hinriksson Arbitres assistants : Guðmundur Heiðar Jónsson, Kristján Tryggvi Sigurðsson |
| 19h15          | Guðbjörnsson 70e                       | Rapport | Helgason 62e · Sturluson 72e       | Akureyrarvöllur, Akureyri Arbitrage : Garðar Örn Hinriksson Arbitres assistants : Guðmundur Heiðar Jónsson, Kristján Tryggvi Sigurðsson | Akureyrarvöllur, Akureyri Arbitrage : Garðar Örn Hinriksson Arbitres assistants : Guðmundur Heiðar Jónsson, Kristján Tryggvi Sigurðsson |

| 2 juillet 2023 | KR Reykjavík (Landsbankadeild)     | 2 - 0   | ÍA Akranes U23                     | | |
| 19h15          | Gunnarsson 26e · Ólafsson 53e      | (1 - 0) |                                    | KR-völlur, Reykjavík Spectateurs : 521 Arbitrage : Einar Örn Daníelsson Arbitres assistants : Ólafur Ingvar Guðfinnsson, Oddbergur Eiríksson | KR-völlur, Reykjavík Spectateurs : 521 Arbitrage : Einar Örn Daníelsson Arbitres assistants : Ólafur Ingvar Guðfinnsson, Oddbergur Eiríksson |
| 19h15          | Daníelsson 65e, 74e · Ólafsson 66e | Rapport | Magnússon 38e · Magnússon 72e, 89e | KR-völlur, Reykjavík Spectateurs : 521 Arbitrage : Einar Örn Daníelsson Arbitres assistants : Ólafur Ingvar Guðfinnsson, Oddbergur Eiríksson | KR-völlur, Reykjavík Spectateurs : 521 Arbitrage : Einar Örn Daníelsson Arbitres assistants : Ólafur Ingvar Guðfinnsson, Oddbergur Eiríksson |

### Quarts de finale
Les matchs de ce tour ont été joués du 20 au 21 juillet 2003.
| 20 juillet 2023 | Víkingur Reykjavík (1. Deild) | 0 - 1   | KA Akureyri (1. Deild)         | | |
| 17h00           |                               | (0 - 0) | Pálmason 81e                   | Víkingsvöllur, Reykjavík Spectateurs : 328 Arbitrage : Gylfi Þór Orrason Arbitres assistants : Eyjólfur Ágúst Finnsson Ólafur Ragnarsson | Víkingsvöllur, Reykjavík Spectateurs : 328 Arbitrage : Gylfi Þór Orrason Arbitres assistants : Eyjólfur Ágúst Finnsson Ólafur Ragnarsson |
| 17h00           | Úlfarsson 41e                 | Rapport | Guðbjörnsson 32e · Milisic 65e | Víkingsvöllur, Reykjavík Spectateurs : 328 Arbitrage : Gylfi Þór Orrason Arbitres assistants : Eyjólfur Ágúst Finnsson Ólafur Ragnarsson | Víkingsvöllur, Reykjavík Spectateurs : 328 Arbitrage : Gylfi Þór Orrason Arbitres assistants : Eyjólfur Ágúst Finnsson Ólafur Ragnarsson |

| 20 juillet 2023 | KR Reykjavík (Landsbankadeild)       | 2 - 0   | Fram Reykjavík (Landsbankadeild)                | | |
| 19h15           | Gunnlaugsson 9e · SölviDavíðsson 48e | (1 - 0) |                                                 | KR-völlur, Reykjavík Spectateurs : 944 Arbitrage : Eyjólfur Ólafsson Arbitres assistants : Einar Sigurðsson Gísli Hlynur Jóhannsson | KR-völlur, Reykjavík Spectateurs : 944 Arbitrage : Eyjólfur Ólafsson Arbitres assistants : Einar Sigurðsson Gísli Hlynur Jóhannsson |
| 19h15           | Eyjólfsson 84e                       | Rapport | Ólason 25e, 45e · Ottósson 62e · Guðjónsson 84e | KR-völlur, Reykjavík Spectateurs : 944 Arbitrage : Eyjólfur Ólafsson Arbitres assistants : Einar Sigurðsson Gísli Hlynur Jóhannsson | KR-völlur, Reykjavík Spectateurs : 944 Arbitrage : Eyjólfur Ólafsson Arbitres assistants : Einar Sigurðsson Gísli Hlynur Jóhannsson |

| 21 juillet 2023 | ÍA Akranes (Landsbankadeild)  | 1 - 0   | UG Grindavík (Landsbankadeild) | | |
| 19h15           | Bjarnason 57e                 | (0 - 0) |                                | Akranesvöllur, Akranes Spectateurs : 862 Arbitrage : Egill Már Markússon Arbitres assistants : Sigurður Þór Þórsson Ólafur Ingvar Guðfinnsson | Akranesvöllur, Akranes Spectateurs : 862 Arbitrage : Egill Már Markússon Arbitres assistants : Sigurður Þór Þórsson Ólafur Ingvar Guðfinnsson |
| 19h15           | Hjálmsson 54e · Þórðarson 61e | Rapport | Kekic 45e                      | Akranesvöllur, Akranes Spectateurs : 862 Arbitrage : Egill Már Markússon Arbitres assistants : Sigurður Þór Þórsson Ólafur Ingvar Guðfinnsson | Akranesvöllur, Akranes Spectateurs : 862 Arbitrage : Egill Már Markússon Arbitres assistants : Sigurður Þór Þórsson Ólafur Ingvar Guðfinnsson |

| 21 juillet 2023 | FH Hafnarfjörður (Landsbankadeild) | 1 - 0   | Valur Reykjavík (Landsbankadeild)             | | |
| 19h15           | Einarsson 85e                      | (0 - 0) |                                               | Kaplakrikavöllur, Hafnarfjörður Spectateurs : 539 Arbitrage : Jóhannes Valgeirsson Arbitres assistants : Einar K. Guðmundsson Svanlaugur Þorsteinsson | Kaplakrikavöllur, Hafnarfjörður Spectateurs : 539 Arbitrage : Jóhannes Valgeirsson Arbitres assistants : Einar K. Guðmundsson Svanlaugur Þorsteinsson |
| 19h15           | Garðarsson 42e                     | Rapport | Eiríksson 60e · Möller 81e · Þorsteinsson 89e | Kaplakrikavöllur, Hafnarfjörður Spectateurs : 539 Arbitrage : Jóhannes Valgeirsson Arbitres assistants : Einar K. Guðmundsson Svanlaugur Þorsteinsson | Kaplakrikavöllur, Hafnarfjörður Spectateurs : 539 Arbitrage : Jóhannes Valgeirsson Arbitres assistants : Einar K. Guðmundsson Svanlaugur Þorsteinsson |

### Demi-finales
Les matchs de ce tour ont été joués les 10 et 17 septembre 2003.

| Demi-finale 1           | FH Hafnarfjörður                                 | 3 – 2   | KR Reykjavík         | Laugardalsvöllur, Reykjavik                                                                                                  | |
| 10 septembre 2003 19h40 | Garðarsson 26e 39e · Borgvardt 73e               | (2 - 2) | Gunnlaugsson 16e 18e | Spectateurs : 1 766 Arbitrage : Egill Már Markússon Arbitres assistants : Guðmundur Heiðar Jónsson Ólafur Ingvar Guðfinnsson | Spectateurs : 1 766 Arbitrage : Egill Már Markússon Arbitres assistants : Guðmundur Heiðar Jónsson Ólafur Ingvar Guðfinnsson |
| 10 septembre 2003 19h40 | Guðjónsson 34e · Jóhannesson 64e · Borgvardt 77e | Rapport |                      | Spectateurs : 1 766 Arbitrage : Egill Már Markússon Arbitres assistants : Guðmundur Heiðar Jónsson Ólafur Ingvar Guðfinnsson | Spectateurs : 1 766 Arbitrage : Egill Már Markússon Arbitres assistants : Guðmundur Heiðar Jónsson Ólafur Ingvar Guðfinnsson |

| Demi-finale 2           | KA Akureyri    | 1 - 4   | ÍA Akranes                               | Laugardalsvöllur, Reykjavik                                                                                  | |
| 17 septembre 2003 19h40 | Sigþórsson 60e | (0 - 0) | Reynisson 47e 53e · Gunnlaugsson 55e 90e | Spectateurs : 905 Arbitrage : Kristinn Jakobsson Arbitres assistants : Einar Sigurðsson Sigurður Þór Þórsson | Spectateurs : 905 Arbitrage : Kristinn Jakobsson Arbitres assistants : Einar Sigurðsson Sigurður Þór Þórsson |
| 17 septembre 2003 19h40 | Milisic 56e    | Rapport |                                          | Spectateurs : 905 Arbitrage : Kristinn Jakobsson Arbitres assistants : Einar Sigurðsson Sigurður Þór Þórsson | Spectateurs : 905 Arbitrage : Kristinn Jakobsson Arbitres assistants : Einar Sigurðsson Sigurður Þór Þórsson |

### Finale
Le match s'est joué le 27 septembre 2003 au Laugardalsvöllur de Reykjavik.
| Titulaires : |  |
| |  |
| Þórður Þórðarson · Hjálmur Dór Hjálmsson · Reynir Leósson · Gunnlaugur Jónsson (c) · Andri Karvelsson 67e · Pálmi Haraldsson · Julian Johnson 29e · Kári Steinn Reynisson 48e · Baldur Aðalsteinsson 79e · Garðar Gunnlaugsson · Stefán Þór Þórðarson 38e 88e · |  |
| Remplaçants : |  |
| Guðjón Heiðar Sveinsson 67e · Unnar Örn Valgeirsson 79e · Hjörtur Hjartarson 88e · Eyþór Frímansnsson · Helgi Pétur Magnússon · |  |
| Entraîneur : |  |
| Ólafur Þórðarson |  |

| Titulaires : |  |
| |  |
| Daði Lárusson · Magnús Ingi Einarsson 86e · Sverrir Garðarsson 15e · Tommy Nielsen · Freyr Bjarnason · Heimir Guðjónsson · Hermann Albertsson 83e · Ásgeir Gunnar Ásgeirsson · Baldur Bett 88e · Jónas Grani Garðarsson · Allan Borgvardt · |  |
| Remplaçants : |  |
| Guðmundur Sævarsson 15e · Emil Hallfreðsson 83e · Atli Viðar Björnsson 88e · Guðjón Skúli Jónsson · Víðir Leifsson · |  |
| Entraîneur : |  |
| Ólafur Jóhannesson |  |

| Titulaires : |  |
| |  |
| Þórður Þórðarson · Hjálmur Dór Hjálmsson · Reynir Leósson · Gunnlaugur Jónsson (c) · Andri Karvelsson 67e · Pálmi Haraldsson · Julian Johnson 29e · Kári Steinn Reynisson 48e · Baldur Aðalsteinsson 79e · Garðar Gunnlaugsson · Stefán Þór Þórðarson 38e 88e · |  |
| Remplaçants : |  |
| Guðjón Heiðar Sveinsson 67e · Unnar Örn Valgeirsson 79e · Hjörtur Hjartarson 88e · Eyþór Frímansnsson · Helgi Pétur Magnússon · |  |
| Entraîneur : |  |
| Ólafur Þórðarson |  |

| Titulaires : |  |
| |  |
| Daði Lárusson · Magnús Ingi Einarsson 86e · Sverrir Garðarsson 15e · Tommy Nielsen · Freyr Bjarnason · Heimir Guðjónsson · Hermann Albertsson 83e · Ásgeir Gunnar Ásgeirsson · Baldur Bett 88e · Jónas Grani Garðarsson · Allan Borgvardt · |  |
| Remplaçants : |  |
| Guðmundur Sævarsson 15e · Emil Hallfreðsson 83e · Atli Viðar Björnsson 88e · Guðjón Skúli Jónsson · Víðir Leifsson · |  |
| Entraîneur : |  |
| Ólafur Jóhannesson |  |